# Глазунов, Олег Михайлович
Оле́г Миха́йлович Глазуно́в (18 февраля 1927, город Троицк Челябинской области) — российский геохимик, профессор, доктор геолого-минералогических наук, Заслуженный деятель науки РФ, Почётный разведчик недр.

## Биография
Родился 18 февраля 1927 года в г. Троицк Челябинской области в семье врача.
В 1944 году поступил на геолого-разведочный факультет Томского политехнического института. Учился по ускоренному курсу в связи с военным временем. Лекции и семинары проводили профессора Ю.А. Кузнецова,  Ф.Н. Шахов, А.М. Кузьмина, К.В. Радугин, Г.Л. Поспелов , М.К. Коровин  и др.
Трудовую деятельность начал в 1950 году в Красноярском геологическом управлении МВД СССР, знаменитой шарашке, где отбывали срок крупные учёные, такие как Крейтер, Эдельштейн, Булынников, Тетяев. Потом работал начальником и старшим геологом на геологическом картировании, поисках и разведке в партиях под эгидой Минцветмета и МГиОН СССР.  Выполнил шесть листов геологической карты по траверзу через хребты от Минусинской до Тувинской впадин.
Открыл Усинское медное месторождение (1953) на границе с Тувой. В Западных Саянах обнаружил перспективные сульфидные руды Комжар, Маралье, хромиты Шадата. В составе Западной ГРЭ организовал первые буровые работы на Подлысанском титаномагнетитовом месторождении.
Обобщил данные по минералогии в виде кандидатской диссертации (1962).
Участвовал в открытии (1962) и почти двадцатилетнем изучении Кингашского платиноидно-медно-никелевого месторождения, дал его развёрнутую минералого-генетическую характеристику, построил глубинную модель источника; выделил богатые платиноидные горизонты, сопоставимые с «рифами» крупных месторождений.
В 1965 году прошёл по конкурсу в Институт геохимии им. А.П. Виноградова АН СССР. Будучи последователем научных представлений академика Л.В. Таусона, создал геохимическую классификацию ультраосновных и основных пород, уточнил понятие геохимического типа – категории, важной для металлогенического районирования, определил региональные «кларки» элементов.
В 1977 году защитил докторскую диссертацию на тему "Геохимия и вопросы рудоносности гипербазитов и габброидов континентальных областей". После защиты возглавил лабораторию геохимии базитов и ультрабазитов (1979).
В 1991-1993 годах работал в международных экспедициях; составил для ЮНЕСКО первую для С-В сектора Арктики эколого-геохимическую карту с запиской и прогнозами, освещёнными в книге «Арктика по маршрутам двух экспедиций».

## Научная деятельность
Является автором более 270 научных работ, из них 5 монографий, 30 отчётов.
Вскрыл закономерности распределения и поведения рудных и рассеянных элементов в массивах. Рассмотрел геохимические аспекты их генезиса, существенно дополняющие петрологические данные. К решению проблемы петрогенезиса широко привлекались изотопы стронция и углерода, а также данные по кристаллохимии. Впервые показал роль в земных перидотитах дисперсной и силикатной форм вхождения щелочей, установил изначальный их уровень, катализирующее значение в процессе генерации и фракционирования расплава.
Как один из создателей раздела генетической геохимии, описал в земных перидотитах ранее не известные на Земле высокобарические концентраторы щелочей группы меррихьюита-рёддерита и ряд рассеянных дисперсных форм возможных продуктов газового дыхания мантии. Определил пределы изоморфного вхождения хрома в оливины, по параметрам Мёссбауэра выделил границы фазовых переходов в ряде ассоциаций минералов, охарактеризовал редкий маркёр глубинных процессов – ульвошпинель.
Рассматривал вопросы региональной геохимии, эволюции платиноидно-медно-никелевой системы во времени, аномальной рудной продуктивности ультрабазитов «железистого» типа в результате интрателлурической активности мантии.
Неоднократно представлял отечественную геохимию в международных научных кругах, как делегат ряда научных конгрессов (Россия, Франция, Индия, Югославия, Болгария, Греция) и член международной ассоциации AZOPRO.
Выполнял гранты РФФИ, разделы научных программ СО РАН, совместные проекты с «Норникелем», «Красноярскгеологией», общероссийские программы, «Платина России», «Железные руды Сибири», «Геохимия архея», «Золото и платина Сибири» и др. Участвовал в экологических метоприятиях по защите оз. Байкал и Иркутского водохранилища.
В последние годы сосредоточил внимание на изучении мантийных источников для локально сближенных рудно-магматических систем и геохимических типов (Pt-Pd-Ni) - (Fe-Ti-V) - (Cr-Pt-Au) - (Au-Ag). Построил с прогностической целью карту состава мантии. Им отрабатывается также нанотехнология глубинных поисков руд с применением новейших методик анализа.

## Педагогическая деятельность
Подготовил 13 кандидатов и 3 докторов наук, которые успешно развивают его теоретические положения и методики поиска. Помимо преподавания в Иркутском политехническом институте приглашался для чтения спецкурсов в ряд ВУЗов страны.

## Общественная деятельность
Член специализированного совета по защите диссертаций ИГХ СО РАН, член Межведомственного экологического совета, консультант ряда подразделений «Росгеологии», участник рабочих совещаний по формированию новых проектов Министерства природных ресурсов.

## Факты биографии
- Мог погибнуть на Лысанском месторождении титана в Восточных Саянах после того, как во время разведки его накрыла каменная лавина. Был спасен рабочими экспедиции, которые увидели, как он "тонул" в каменном потоке. После операции в Красноярске и лечения получил годовую инвалидность.
- В 1993 году во время экспедиции ООН по изучению жизни малочисленных народов на Чукотке в последний день от перегрузки разбился вертолет, в котором погибли восемь человек, в том числе и сын Глазунова. В память о сыне  написал книгу "По маршрутам двух экспедиций".
- Был знаком с С.Н. Рерихом, во время командировок в Индию (1986, 1989) часто бывал у него в гостях.
- Хобби - живопись, художник-любитель.

## Признание, награды
- «Заслуженный ветеран СО АН СССР» (1986)
- «Заслуженный деятель науки РФ» (16.12.1997)[5]
- «Почетный разведчик недр» (09.08.2000)
- Чл.-корр. РАЕН по секции наук о Земле (10.01.2001)
- Почётные дипломы Международных Конгрессов «Цветные металлы и минералы» 2010 и 2015 годы
- Почётные грамоты Президиума АН СССР, СО РАН, ИНЦ, Губернатора Иркутской области
- Книжно-иллюстративная выставка "Глазунов О.М. – российский геохимик, доктор геолого-минералогических наук: к 95-летию со дня рождения" проведена в Центральной научной библиотеке Иркутского отделения СО РАН 21 февраля 2022 года[6].

## Семья
Отец - Глазунов Михаил Павлович, был известным хирургом в Томске.
Старший сын - Глазунов Владимир Олегович (1957-1993) - геолог, погиб в экспедиции.
Младший сын - Глазунов Сергей Олегович, геофизик, трагически погиб после возвращения с острова Визе.